# La vie est belle (chanson de PNL)
Pour les articles homonymes, voir La vie est belle.
Singles de PNL
Tempête
(2016) DA
(2016)
Pistes de Dans la légende
J'suis QLF
(05) Kratos
(07)
La vie est belle est une chanson du groupe de rap français PNL, sortie le 11 mars 2016. Il s'agit du premier extrait de leur second album Dans la légende.

## Genèse
Cinq mois après la sortie de leur premier album Le Monde Chico, le groupe sort ce clip tourné en Namibie. Il s'agit du premier extrait de leur second album Dans la légende, qui sortira six mois après la sortie de ce clip. Le clip tourné en Namibie compte plus de 27 millions de vues en janvier 2021. Le single est quant à lui certifié single d'or.

## Certification
| Région | Certification | Ventes/Streams |
| ------ | ------------- | -------------- |
| France | Platine       | 30 000 000     |